# Legionaire’s Disease Band
Legionaire’s Disease Band war eine US-amerikanische Punk-Band aus Houston. Sie gilt als erste Punkband der texanischen Metropole und war landesweit bekannt für ihre exaltierten Liveauftritte.

## Geschichte
Jerry „Anomie“ Duncan war im Alter von 30 Jahren nach einer Tätigkeit bei der Marine und einer verbüßten Gefängnisstrafe wegen Marihuanabesitzes nach Houston gezogen. Der Besuch eines Konzerts von Iggy Pop und den Dead Boys animierte ihn zur Gründung einer eigenen Band. Der Name „Legionaire’s Disease Band“ orientierte sich an der englischen Bezeichnung der Krankheit Legionellose, enthielt allerdings eine Falschschreibung in Form eines fehlenden „N“. Nach einigen Versuchen (unter anderem mit Duncans 14-jährigem Neffen Nicky Fattorusso am Schlagzeug) kristallisierte sich mit Duncan als Sänger, David Tolbert und Gwen Duke an den Gitarren, Norm Cooper als Bassist und Byron Craig Haynes am Schlagzeug eine Besetzung heraus.
Die Legionaire’s Disease Band war die erste Punkband der Metropole. Die Mitglieder waren teils kaum in der Lage, ihre Instrumente zu spielen. Die Band wurde aber schnell durch ihre wilden, teils gewalttätigen Livekonzerte bekannt, deren Mittelpunkt die exaltierte Performance von Sänger Duncan war. Duncan absolvierte die Konzerte der Band teils nackt, Bassist Cooper in einer nachgemachten Gestapo-Uniform, und Gitarristin Gwen Duke trat regelmäßig nur in Unterwäsche auf.
In den ersten Monaten wirkte Legionaire’s Disease als Coverband und spielte Stücke von Dead Boys, Iggy Pop, Richard Hell und den Sex Pistols. Ende 1979 veröffentlichte die Band erstes eigenes Material in Form einer Single (Rather See You Dead) und spielte in den folgenden Jahren häufig in Kalifornien und an der US-Ostküste, wobei sie als Vorgruppe diverser bekannter Bands wie den Dead Kennedys, den Ramones und The Clash. In San Francisco erhielt die Band ein Auftrittsverbot, nachdem die Mitglieder das dortige World Trade Center mit Graffiti besprüht hatten.
Als Vorreiter der Houstoner Punkszene konnte die Band nicht auf etablierte Punk-Clubs zugreifen, sondern war darauf angewiesen, in allen Clubs und Bars aufzutreten, in denen sie Auftritte ergattern konnte. Oftmals kam es zu Schlägereien mit dem Stammpublikum der Biker-, Hippie- oder Country-Bars, in denen die Band spielte. Die Band war zudem immer wieder in Auseinandersetzungen mit der rivalisierenden Szene im 250 km westlich gelegenen Austin verwickelt. Nach einem Konzert im Austiner 1206 Club wurde Bassist Cooper während einer Massenschlägerei durch einen Messerstich in die Lunge verletzt; der Club musste in der Folge schließen.
Zwischen der Veröffentlichung von Rather See You Dead und der EP Legionaire’s Disease (1985) verließ Bassist Cooper die Band. Byron Haynes wechselte vom Schlagzeug an den Bass, neuer Schlagzeuger wurde Fred Wentworth. Der Drogenmissbrauch einiger Bandmitglieder führte in der zweiten Hälfte der 1980er-Jahre zum Ende der Band. 1988 verließ Gitarristin Duke die Gruppe. Für einige letzte Konzerte sprang Roy „Nicki Sicki“ Hansen von Verbal Abuse ein, dann trennte sich die Gruppe.
Jerry Duncan betätigte sich nach dem Ende der Band als Landwirt in Kalifornien und veröffentlichte als Autor und Regisseur einen Animationskurzfilm, Neo-Cons Gone Wild. Er verstarb im Mai 2019, David Tolbert im Januar 2021.

## Stil und Rezeption
Die Legionaire’s Disease Band orientierte sich musikalisch an den Dead Boys, MC5 und anderen Pionieren des US-Punk. Inhaltlich stand die Band der US-amerikanischen Linken nahe. In den 1970er-Jahren trat sie bei Yippie-Happenings und auf Houstons erstem „Rock Against Racism“-Festival auf.
Die Houston Press bezeichnet die Legionaire’s Disease Band als „legendäre lokale Punkband“, die in Houston „einen Brand entfacht“ und ein Sprungbrett für nachfolgende Bands wie Really Red bereitet habe. Auch der Musikjournalist George Hurchalla wertete, die Legionaire’s Disease Band habe die Initialzündung für Punk in Houston dargestellt. Das Maximumrocknroll-Fanzine bezeichnete die Musik der Band als „grob und primitiv, aber mit der unwiderstehlichen Rohheit einer Punkband, die mit Spaß bei der Sache ist“. Das US-Fanzine Punk Globe bezeichnete Sänger Duncan wegen seiner Auftritte mit der Band als „den ursprünglichen GG Allin“.
 Rather See You Dead wurde unter anderem von der kanadischen Punkband Brutal Knights, Corrosion of Conformity und der norwegischen Punk-/Metalband Mongo Ninjas gecovert.

## Diskografie
- 1979: Rather See You Dead (Than With Wool On Your Head) (Single, Disease Unlimited)
- 1985: Legionaire’s Disease (EP, Fowl Records)

### Kompilationen
- 1995: Catch The Disease (Lunar Lab Recordings)
- 2018: Mass Hypnosis in the Air (Hotbox Review)